# 필리프 드 비트리
필리프 드 비트리(Philippe de Vitry, 1291년 10월 31일~1361년 6월 9일)는 프랑스의 작곡가이며 이론가이다. 본래는 성직자로 1351년에는 모의 주교(主敎)가 되었다. 약간의 모테토 작품과, 정량음악 및 대위법에 대한 이론적 저작이 있다. 후자를 수록한 이론서의 책명 '아르스 노바'에 유래되어 14세기의 다성음악(多聲音樂)에서의 새 경향을 같은 이름으로 부르게 되었다. 이에 대하여 노트르담 악파로부터 13세기까지를 아르스 안티쿠아라고 한다.